# Ypsolopha excisella
Ypsolopha excisella là một loài bướm đêm thuộc họ Ypsolophidae. Loài này có ở Tây Ban Nha.